# Próba Lucasa

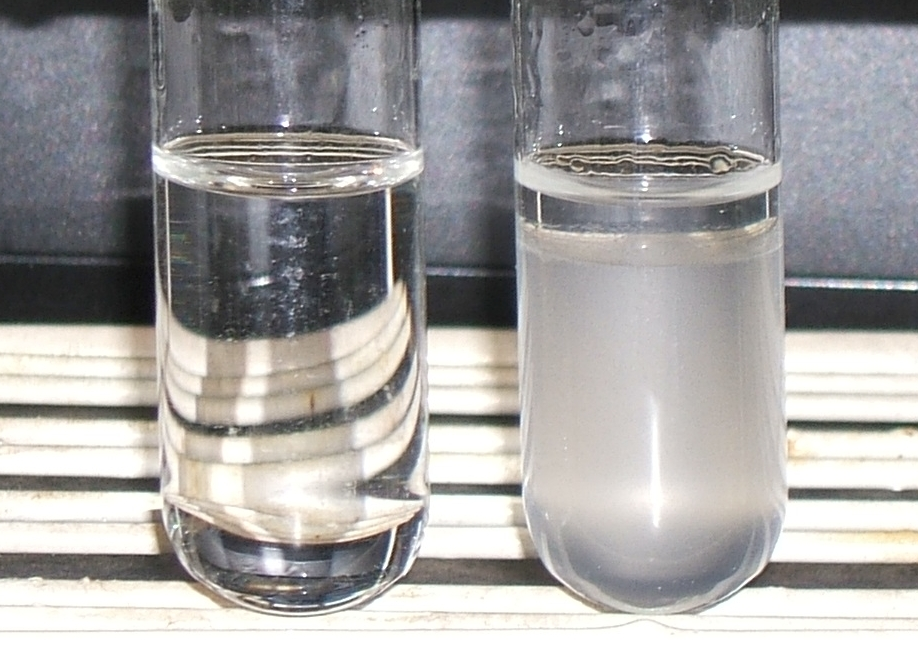
Próba Lucasa. Wynik negatywny dla pierwszorzędowego etanolu (po lewej); wynik pozytywny dla trzeciorzędowego tert-butanolu (po prawej – widoczne zmętnienie i rozdzielenie faz)

Próba Lucasa (reakcja Lucasa) – reakcja chemiczna alkoholi z kwasem solnym w obecności chlorku cynku, której szybkość pozwala na określenie rzędowości badanego alkoholu.
W próbie wykorzystuje się roztwór Lucasa (inaczej odczynnik Lucasa), czyli roztwór chlorku cynku w stężonym kwasie solnym. Alkohole w takich warunkach ulegają substytucji nukleofilowej z wytworzeniem nierozpuszczalnych w środowisku reakcji chlorków alkilowych:
Pojawienie się zmętnienia wywołanego powstającym produktem pozwala oszacować szybkość zachodzenia procesu.
Warunki reakcji sprzyjają zachodzeniu substytucji według mechanizmu SN1, która przebiega najłatwiej dla związków rozgałęzionych, stabilizujących przejściowy karbokation. Dlatego alkohole III-rzędowe (oraz alkohol benzylowy itp.) reagują najszybciej, wywołując natychmiastowe zmętnienie roztworu, dla alkoholi II-rzędowych zmętnienie pojawia się po kilku minutach, natomiast alkohole I-rzędowe  w temperaturze pokojowej nie reagują z roztworem Lucasa w sposób zauważalny.
Nazwa pochodzi od nazwiska odkrywcy, Howarda Lucasa.